# MISSIO
Missio (чаще MISSIO) — американский дуэт, пишущий электронную музыку, так же известный своей тёмной, эмоциональной поп-музыкой, сформированный в 2016 году в Остине, штат Техас. В настоящее время он состоит из основателя Мэтью Брю (вокалиста, продюсера) и Дэвида Батлера (продюсера, инструменталиста).

## История

### Формирование
Дуэт Missio был сформирован в 2014 году писателем песен и вокалистом Мэтью Брю, который создал серию песен в трейлере Airstream, в котором он в настоящее время проживает.
Первоначально проект начинался как выход для сольного материала Брю. Однако, после того, как он пригласил Батлера к сотрудничеству над несколькими песнями, они решили двигаться вместе. После неожиданного успеха в Интернете Брю вместе с Батлером представили MISSIO на фестивале SXSW в 2015 году. По мере того, как проект продвигался через несколько месяцев, Мэтью пригласил Дэвида присоединиться к проекту официально в июле 2015 года, и тогда динамичный дуэт талантов и музыкантов был встречен в индустрии.

### Loner(2017)
В 2017 году они подписали сделку с RCA Records и выпустили сингл «Middle Fingers», который попал на 9 место в чарт Alternative Songs. Дебютный альбом Missio, Loner, был выпущен 19 мая 2017 года.

### The Darker The Weather // The Better The Man(2019)
Альбом выпущен в 2019 году и включает в себя 13 песен.

## Участники
- Мэтью Брю — вокалист и продюсер (2014 — настоящее время)
- Дэвид Батлер — музыкант и продюсер (2015 — настоящее время)

## Дискография

### Альбомы
- Loner (2017)
- The Darker The Weather // The Better The Man (2019)
- Love Me Whole (2020)
- Can You Feel The Sun (2020)
- Villain (2022)

### Мини-альбомы
- Skeletons: Part 1 (2017)
- Skeletons: Part 2 (2018)
- Skeletons: Part 3 (2021)

### Синглы
| Год  | Название         | Позиция в чартах | Позиция в чартах | Позиция в чартах | Позиция в чартах | Альбом |
| Год  | Название         | US Alt           | US Main.         | US Rock          | US Rock Airplay  | Альбом |
| 2016 | «West Coast»     | —                | —                | —                | —                |        |
| 2016 | «Our Fragment»   | —                | —                | —                | —                |        |
| 2016 | «Middle Fingers» | 9                | 16               | 18               | 15               | Loner  |